# Fascia climatica

Mappa delle fasce climatiche terrestri

Una fascia climatica è una porzione di territorio, generalmente estesa in senso latitudinale, che presenta caratteristiche climatiche omogenee.
Le fasce climatiche solitamente si sviluppano in senso latitudinale perché il clima dipende fondamentalmente dall'inclinazione dei raggi solari nei confronti della superficie del pianeta e quest'ultima è omogenea lungo ogni parallelo.

## Fasce climatiche terrestri
- Clima alpino
- Clima continentale temperato
- Clima continentale freddo
- Clima desertico
- Clima nivale
- Clima temperato
- Clima equatoriale
- Clima mediterraneo
- Clima polare
- Clima steppico
- Clima subtropicale
- Clima tropicale
- Clima oceanico
- Clima subartico

## Le principali fasce climatiche
La terra ha tre fasce climatiche principali: tropicale, temperata e polare. Ognuna di esse si può suddividere in zone più ristrette, con un clima specifico. Il clima insieme alle caratteristiche fisiche del territorio determina il tipo di vita animale e vegetale.

## Il microclima
Se una piccola area del pianeta ha un clima diverso dalle aree circostanti si parla di microclima, le fasce del microclima sono cinque.

## Attività antropica e spostamento delle fasce climatiche
Il clima di una determinata area del pianeta è il frutto dell'interazione fra fattori geografici e comportamenti umani. Fino alla rivoluzione industriale le attività antropiche non hanno influenzato l'assetto climatico del sistema Terra: l'anidride carbonica (CO2), prodotta dalla combustione della biomassa vegetale, era facilmente "assorbita" ed integrata nell'ambiente. Alte variazioni nei livelli di concentrazione di anidride carbonica erano dovuti essenzialmente a sporadici eventi naturali (grandi eruzioni vulcaniche) che, a livello mondiale, influivano sul clima innalzandone la temperatura, come si è notato dall'analisi delle stratificazioni dei ghiacciai in Antartide. L'uomo è divenuto "soggetto attivo" dei mutamenti climatici a partire dall'utilizzo del carbone come fonte energetica. Pian piano prima il carbone poi il petrolio hanno sostituito le altre forze motrici utilizzate per secoli e basate sullo sfruttamento dell'acqua, del vento, degli animali e dell'uomo, forze "pulite" ma sicuramente meno redditizie e produttive (ad esempio la concentrazione di ossido di azoto, uno dei gas serra assieme ad esempio all'anidride carbonica, è superiore del 20% rispetto all'era preindustriale). Prendere consapevolezza dei cambiamenti in atto è doveroso ed essenziale considerando che il clima plasma fortemente il paesaggio, influendo sulla vegetazione, sulle forme e sui possibili modi di utilizzazione del suolo. Latitudine, umidità, escursioni termiche, temperature stagionali sono variabili dalla cui interazione dipende la delimitazione delle cosiddette "fasce climatiche", ossia di aree contraddistinte da comportamenti e peculiarità meteorologiche ben definite.

## Tipi
- Calotta polare artica
- Zona temperata boreale
- Zona torrida
- Zona temperata australe
- Calotta polare antartica